# Black & Blue Festival
Il Black & Blue Festival - Rassegna internazionale di musica afroamericana è un festival musicale nato nel 2000 che si tiene a Varese e provincia nel mese di luglio.
Vi partecipano ogni anno esponenti di spicco della musica blues, jazz, rock and roll, soul e funk provenienti da USA ed Europa.
Tra gli artisti invitati alla manifestazione ricordiamo Robben Ford, Larry Carlton, John Hammond jr., Hot Tuna, Eric Sardinas, Sonny Landreth, Popa Chubby, Eric Bibb, Louisiana Red, Sugar Blue, Phil Guy, Watermelon Slim, Ana Popović, Walter Wolfman Washington, Gianni Basso, Fabio Treves, Andy J. Forest, Sandra Hall.
Oltre ai concerti all'interno della rassegna si tengono proiezioni, mostre e seminari sulla chitarra.

## Eventi collegati
Durante l'anno prima e dopo il nucleo principale del festival a luglio vengono organizzati degli eventi collegati di volta in volta differenti come Costa Fiorita Gospel & Blues (nei comuni affacciati sul Lago Maggiore), Black & Blue Giovani, Winter Black & Blue (in club e teatri).
Dagli stessi ideatori della rassegna nel 2010 sono nati un blog (Black and Blue and Blog) che affronta temi legati alla musica americana con recensioni di dischi, interviste e reportage e un canale youtube (The Black and Blue Tv) che propone video tratti da concerti, presentazioni di dischi e ricette di cucina legati alla black music.

## Artisti che hanno partecipato
| Anno | Partecipanti |
| ---- | --- |
| 2001 | Phil Guy with Dario Lombardo Blues Gang (USA/I) Peaches with Nick Becattini & Serious Fun (USA/I) Tolo Marton & Lostiguana (I) Mivan Group (I) Angelo "Leadbelly" Rossi (I) |
| 2002 | Louisiana Red Band (USA/I) Barbara Walker & Tino Gonzales Band (USA) Gianni Basso 4et (I) Garrison Fewell Trio (USA/I) Ronnie Jones Band (USA/I) Black Cat Bone (I) |
| 2003 | Eddie Martin & The Texas Blues Kings (UK/USA) Ronnie Jones Band (USA/I) Paolo Bonfanti Band (I) Soul & Energy (I) |
| 2004 | Elizabeth Lee band (USA/I) Rudy Rotta band (I) Same Old Blues (I) Lorenzo Bertocchini (I) |
| 2005 | Sugar Blue & Soulness (USA/I) Sandra Hall & Gnola Blues Band (USA/I) James Thompson & Malito Band (USA/I) Alan Farrington Blues Band (UK/I) Family Style (I) Gianni Cipolletti Blues Feeling (I) Angelo "Leadbelly" Rossi (I) Camilla Soul Project (I) Anna Torri Band (I) |
| 2006 | Walter Wolfam Washington & Roadmasters (USA) Tishamingo (USA) Peaches Staten & Nick Becattini Band (USA/I) Kent Duchaine (USA) Stefano Franco (I) |
| 2007 | Eric Sardinas & Big Motors (USA) Sandra Hall & Gnola Blues Band (USA/I) Proud Mary Birch & Mamas Pit (UK/I) Andy J.Forest Band (USA/I) Benjamin Tehoval (F) Washboard Chaz (USA) Fabio Treves BB (I) John Cambelljohn Band (CDN) Tolo Marton (I) Paolo Bonfanti (I) Ruben Minuto & Good'ole manners (I) |
| 2008 | Robben Ford band (USA) - Ana Popović band (SRB/UK) Chris Duarte band (USA) Eric Steckel & CTB (USA) Chicago Bob Nelson & Best blues trio (USA/I) Sherrita Duran & Nick Becattini Band (USA/I) Washboard Chaz trio (USA/I) Andy J.Forest duo (USA/I) The Blue Dolls (I) Veronica Sbergia & Max De Bernardi (I) Sonny Babe & Albert Ray (I) The Texas Trouble (I)                                                                                               |
| 2009 | Hot Tuna (USA) Watermelon Slim & The Workers (USA) Roy Roberts band (USA/I) The Shakers (I) Luca Pedroni (I) Dj Vigor (I) Per l'evento collegato B&B Giovani: Davide Buffoli Band (I) Wow (I) Back in Choir (I) Nailroads (I) Per l'evento collegato Costa Fiorita Blues: Stefano Franco & James Thompson (USA/I) Jaime Dolce's Innersole (USA/I) Vintage Trio (I)                                                                                            |
| 2010 | Larry Carlton trio (USA) Sonny Landreth Band (USA) Eric Bibb (USA) Cedric Burnside & Lightnin Malcolm (USA) John Campbelljohn band (CDN) Veronica Sbergia & Red Wine Serenaders(I) Francesco Piu (I) Mauro Ferrarese (I) Angelo "Leadbelly" Rossi duo (I) Per l'evento collegato Winter B&B: Cordoba Reunion & Paolo Fresu (ARG/I) Nine Below Zero (UK) Fabio Treves BB (I) Per l'evento collegato Costa Fiorita Gospel: Tony Washington Gospel Singers (USA) |
| 2011 | John Hammond 4et (USA) Popa Chubby Band (USA) Jaime Dolce’s Innersole (USA/I) Kent Duchaine(USA) Randy “19th Street Red” Cohen (USA) Terry “Harmonica” Bean (USA) Paolo Bonfanti (I) Egidio Ingala & Jacknives (I) Max Prandi (I) Per l'evento collegato Winter B&B: Malcolm Holcombe (USA) Tolo Marton band (I) |